# Pamiętne
Pamiętne (łac. memoriale) – obyczaj prawny funkcjonujący w polskiej praktyce sądowej w rozwiniętym średniowieczu. Polegał on na składaniu sędziemu specjalnej opłaty zwanej "pamiętnym", która zobowiązywała go do pamiętania treści wyroku. Obyczaj ten znajdywał zastosowanie w przypadku spraw ważnych i skomplikowanych, np. majątkowych. Zabezpieczał on strony przed późniejszymi odwołaniami lub roszczeniami.
Pamiętne, podobnie jak obyczaj znany pod nazwą postępowanie za laską, charakteryzowało sądy w okresie, kiedy nie sporządzano jeszcze protokołów i nie prowadzono ksiąg sądowych. Zarazem obyczaj ten przyczynił się w dużym stopniu do ewolucji praktyki sądowej, w efekcie której w sądach na przestrzeni XIV–XV w. zaczęto zatrudniać pisarzy, którzy sporządzali początkowo bardzo lakoniczne, ale z czasem coraz dokładniejsze i przybierające formę protokolarną zapiski.